# Tiilikka
Tiilikka eller Tiilikanjärvi är en sjö i Finland. Den ligger i Tiilikkajärvi nationalpark och i kommunerna Rautavaara och Sotkamo i landskapen Norra Savolax och Kajanaland, i den centrala delen av landet, 400 km norr om huvudstaden Helsingfors. Tiilikka ligger 186,5 meter över havet. Den är 8,1 meter djup. Arean är 4,2 kvadratkilometer och strandlinjen är 35,89 kilometer lång. Sjön  ingår i Vuoksens huvudavrinningsområde.  Den avvattnas av Tiilikanjoki. I omgivningarna runt Tiilikka växer i huvudsak blandskog. Sjön delas av långa näs, medan de största egentliga öarna är en namnlös ö på 1,7 hektar och Korkeasaari på 1,4 hektar.